# Унгурень (Вранча)
Унгурень, Унгурені (рум. Ungureni) — село у повіті Вранча в Румунії. Входить до складу комуни Ністорешть.
Село розташоване на відстані 159 км на північ від Бухареста, 41 км на захід від Фокшан, 113 км на північний захід від Галаца, 84 км на схід від Брашова.

## Населення
За даними перепису населення 2002 року у селі проживали 223 особи, усі — румуни. Усі жителі села рідною мовою назвали румунську.